# Leodamas
Leodamas is een geslacht van borstelwormen uit de familie van de Orbiniidae.

## Soorten
- Leodamas acutissimus (Hartmann-Schröder, 1991)
- Leodamas agrestis (Nonato & Luna, 1970)
- Leodamas bathyalis Blake, 2020
- Leodamas brevithorax (Eibye-Jacobsen, 2002)
- Leodamas chevalieri (Fauvel, 1902)
- Leodamas cirratus (Ehlers, 1897)
- Leodamas cochleatus (Ehlers, 1900)
- Leodamas cylindrifer (Ehlers, 1904)
- Leodamas dendrocirris (Day, 1977)
- Leodamas dubius (Tebble, 1955)
- Leodamas fimbriatus (Hartman, 1957)
- Leodamas gracilis (Pillai, 1961)
- Leodamas hamatus Dean & Blake, 2015
- Leodamas hyphalos Blake, 2017
- Leodamas johnstonei (Day, 1934)
- Leodamas latum (Chamberlin, 1919)
- Leodamas maciolekae Blake, 2017
- Leodamas madagascariensis (Fauvel, 1919)
- Leodamas marginatus (Ehlers, 1897)
- Leodamas mazatlanensis (Fauchald, 1972)
- Leodamas minutus Lopez, Cladera & San Martín, 2003
- Leodamas orientalis (Gallardo, 1968)
- Leodamas perissobranchiatus Blake, 2017
- Leodamas playthoracicus Lopez, Cladera & San Martín, 2003
- Leodamas rubrus (Webster, 1879)
- Leodamas sinensis Sun, Sui & Li, 2018
- Leodamas texana (Maciolek & Holland, 1978)
- Leodamas thalassae (Amoureux, 1982)
- Leodamas treadwelli (Eisig, 1914)
- Leodamas tribulosus (Ehlers, 1897)
- Leodamas verax Kinberg, 1866

### Taxon inquirendum
- Leodamas robustus (Kinberg, 1866)

### Synoniemen
- Leodamas dubia (Tebble, 1955) => Leodamas dubius (Tebble, 1955)